# 多田ヶ岳
多田ヶ岳（ただがだけ）は、福井県小浜市にある山である。標高712m。行基が修験のため開山したと伝わる。

## 概要
多田ヶ岳は、小浜市南東に位置し一見独立した山に見える。山麓部や南側斜面ではかなり植林が進んでいる。地形が急峻な沢沿いには渓谷が多数あり、小規模な滝も点在している。多田川、遠敷川、南川等の水源であり、遠敷川の鵜の瀬もある。

## 自然
北側斜面尾根上の標高400m付近に、老齢巨木からなるアカマツ林が分布している。樹高は20m 以上に達し、胸高直径が1m 近いものも見られる。他にヤマザクラ、タカノツメ、イヌシデ、ヤマモミジ、コシアブラ、エゴノキ、ネジキなどの落葉樹やヒサカキ、サカキ、アセビ、シロダモなどの常緑樹がある。

## 信仰とのつながり
北側の山麓に多田寺があり修験の山、信仰の山として栄えた。別名長尾山ともいう。小浜市の市民にとって、久須夜ヶ岳と並びなじみの深い山である。山麓には神社仏閣が多く、JR小浜線から華麗な勇姿な山容が望める。